# Архимович, Александр Зиновьевич
Александр Зиновьевич Архимович (10 (22) апреля 1892 год — 19 января 1984) — советский и украинский ботаник, растительный селектор. Доктор биологических наук (1940), научный сотрудник Института ботаники (июнь 1941), профессор Колумбийского университета, ректор Украинского технологического института (1955—1962), президент УСАН (1961—1970). Муж селекционера Киры Загурской-Архимович.

## Биография
Сын директора Коллегии Павла Галагана Зиновия Алоизиевича Архимовича (1858—1938).
В 1912 году окончил Киевскую первую гимназию, в 1917 году — факультет естественных наук Киевского университета с дипломом 1-й степени, а в 1922 году — агрономический факультет Киевского политехнического института и Высшие селекционные курсы Сахаропромтреста. Владел многими иностранными языками. С 1917 года — стипендиат кафедры ботаники Киевского университета; с 1918 года преподавал естествознание в средних школах Киева; в 1919 году получил учёную степень ВУАН, член комиссии по изучению флоры Украины. В 1920—1921 годах читал курс лекций в Киевском политехническом институте; с 1923 года — аспирант кафедры земледелия, член секции комиссии краеведения при ВУАНАУК, заведующий отделом Белоцерковской селекционной станции, занимался селекцией сахарной свеклы. Исследовал криптогамную флору Украины.
В 1941 году был профессором Житомирского сельскохозяйственного института. В 1943—1945 годах руководил отделом селекции яровых зерновых культур селекционной станции в Хальбтурне, рядом с Веной. В 1948 году выехал в Испанию по приглашению семенной фирмы «Продес», где наладил селекцию и производство семян сахарной свеклы. В 1953 году уехал в США. В 1955—1962 годах был ректором Украинского технологического института, в 1962—1970 годах — президент УВАНАУК. В то же время активно участвовал в работе американских естественных объединений, профессор Колумбийского университета.
Автор более 200 работ по проблемам растениеводства и семеноводства. Член многих иностранных научных обществ. Имя Архимовича занесено в Международную книгу чести (англ. International Book of Honor).
Умер профессор Александр Архимович в 1984 году в Нью-Йорке.

## Труды
- «Матеріали до флори обрісників України та Криму» у 3-х т.: т. 1 — родина Parmeliaceae, т. 2 — родина Cladoniaceae (оба — Зап. фізико-математичного відділу ВУАНАУК Т. 1, вип. 2, 1924), т. 3 — родина Peltigeraceae (Наук. зап. Т. 2, 1925).
- Наблюдение над биологическим цветением сахарной свекловицы. Список насекомых, собранных на цветущих высадках сахарной свеклы // Бюлл. сортоводно-семенаук упр. Сахаротреста. Выпуск 6. 1923;
- К вопросу о наиболее продуктивном типе куста высадок у сахарной свеклы // Там же. Выпуск 9;
- К вопросу об изоляции высадков сахарной свеклы // Тр. Білоцерків. селекц. ст. 1927. Т. 1;
- Регулирование опыления у сахарной свеклы // Там же. 1928. Т. 4, вып. 2;
- К вопросу об инцухт-методе у сахарной свеклы // Там же. 1931. Т. 6, вып. 3;
- Биология сахарной свеклы. Т. 1, 2. Х.; К., 1932.